# 두사마렙
두사마렙(소말리어: Dhuusamareeb 두사마레브)은 소말리아 중부 갈구두드 주의 주도이다. 인구는 390,407명이다. 이 도시는 갈구두드주의 행정수도 역할도 한다.
역사적으로 이 도시는 Daar Dheer 또는 간단히 Dardher로 알려졌지만 나중에 도시의 이름은 두사마렙으로 변경되었다.

## 위치
두사마렙은 소말리아의 수도인 모가디슈에서 511km 떨어져 있다. 나라의 북쪽과 남쪽을 연결하는 고속도로가 도시를 통과한다.

## 교육
도시 전역에 많은 대학이 있으며, 가장 눈에 띄는 대학은 학사 학위를 제공하는 두마사렙 대학교이다.

## 교통
두마사렙의 항공 운송은 우가수 누르(Ugaas Nur) 공항에서 제공된다.

## 병원
도시에는 여러 의료 센터가 있으며 그 중에는 두마사렙 종합 병원이 있다.